# Saint-Martin-d'Auxigny
Saint-Martin-d'Auxigny là một xã thuộc tỉnh Cher trong vùng Centre-Val de Loire miền trung Pháp.

## Dân số
| 1962                                | 1968 | 1975 | 1982 | 1990 | 1999 | 2008 |
| ----------------------------------- | ---- | ---- | ---- | ---- | ---- | ---- |
| 1625                                | 1659 | 1635 | 1705 | 1909 | 2018 | 2077 |
| Từ năm 1962 Dân số không tính trùng |      |      |      |      |      |      |